# La Vileta (Sant Hilari Sacalm)
La Vileta és una masia de Sant Hilari Sacalm (Selva) inclosa a l'Inventari del Patrimoni Arquitectònic de Catalunya.

## Descripció
Masia aïllada situada als afores del nucli urbà de Sant Hilari Sacalm, on s'hi arriba prenent l'antiga carretera de Vic, i agafant un trencall a la dreta que porta fins a "La Casota". Des d'aquí cal seguir a la dreta direcció Vallclara, i al quilòmtere 4 a l'esquerra hi ha la Vileta.
L'edifici consta de planta baixa i pis, i està cobert per una teulada a doble vessant desaiguada als laterals (els vessants són molt pronunciats), amb el ràfec amb les encavallades visibles. La masia presenta una forma asimètrica, ja que va sofrir ampliacions.
A la façana principal, a la planta baixa, hi ha la porta d'entrada amb una llinda de fusta. Al costat dret, una finestra rectangular. Al costat, dues obertures petites a manera de respirall. Al pis, una finestra amb brancals, llinda i ampit de pedra, just sobre la porta d'entrada. Al costat, una gran galeria amb barana de fusta, i al costat d'aquesta una petita obertura a manera de respirall. Al costat esquerre, hi ha la porta d'entrada del garatge.
A la façana posterior de la masia, hi ha un contrafort que n'assegura l'estabilitat.
Els murs són de maçoenria.

## Història
El mas ja apareix esmentat en la dotació de l'església el 1199 i podria existir des del segle xi.